# Xigonus patagoniensis
Xigonus patagoniensis är en kräftdjursart som först beskrevs av Winkler 1994.  Xigonus patagoniensis ingår i släktet Xigonus och familjen Paramunnidae. Inga underarter finns listade i Catalogue of Life.